# Rhytidoponera viridis
Rhytidoponera viridis é uma espécie de formiga do gênero Rhytidoponera.